# Волга (автодорога)
Федера́льная автомоби́льная доро́га М7 «Во́лга» — автомобильная дорога федерального значения Москва — Владимир — Нижний Новгород — Казань (с подъездами ко Владимиру, Дзержинску, Чебоксарам). Часть европейского маршрута E 22.

## Общие сведения
Магистраль М7 начинается на востоке Москвы от места пересечения МКАД и шоссе Энтузиастов (однако отсчёт расстояний ведётся от центра Москвы), далее трасса проходит по территории Московской, Владимирской, Нижегородской областей, Чувашской Республики и Республики Татарстан.
Кроме того, в состав магистрали включены подъездные дороги к Чебоксарам (восточный — протяжённостью 3 км; западный — протяжённостью 11 км), а также Южный обход Владимира (54 км) и построенные участки обхода Нижнего Новгорода (45 км).
Дорога проходит в условиях слабохолмистой местности, на отдельных участках лесисто-болотистой и степной местности. Температурные условия на дороге в основном одинаковые, средняя температура января −10 °C, июля +20 °C.
Дорога пересекает крупные реки:
- Клязьму (с. Пенкино, г. Гороховец);
- Оку (у Нижнего Новгорода, в районе с. Доскино);
- Суру (у Ядрина);
- Волгу (у Казани);

### История
Развитие путей восточного направления началось со времён правления князя Юрия Долгорукого. Во второй половине XII века столицей Руси благодаря князю Андрею Боголюбскому стал город Владимир, но при этом шло становление Москвы. Это предопределило формирование дороги между этими городами. Первое упоминание о такой дороге относится к 1395 году, когда из Владимира в Москву по «самой велицей дорозей Володимерьской» доставили икону Божьей Матери. Позднее эта дорога стала называться Владимирским трактом или Владимиркой.
В начале XIV века московский князь Иван Калита получил от ордынского Узбек-хана ярлык на княжение в Нижнем Новгороде. Несмотря на возможность транспортного сообщения по воде, необходимость сухопутной дороги, которая соединяла бы основные центры быстрорастущего Московского княжества: Москву, Владимир, Нижний Новгород, была бесспорной, и её строительство и модернизация велись постоянно. С 1731 года дорогу стали называть Сибирским трактом и она имела направление Москва — Владимир — Муром — Нижний Новгород и далее на Сибирь. По Сибирскому тракту на каторгу отправлялись заключённые.
Ежегодные Нижегородские ярмарки содействовали развитию дороги на Москву и в 1839—1845 годах было построено 380 верстовое Московско-Нижегородское шоссе с щебёночным покрытием.
Появление автомобиля в России и строительство Горьковского автозавода начало приводить автодорожную сеть к новым стандартам, но с 1930 года и до начала Великой Отечественной войны автодорога Горький — Казань имела твёрдое покрытие только в пределах населённых пунктов. 1 января 1935 года сформировано Управление дороги Москва — Горький в Ногинске. Участок трассы между Казанью и Набережными Челнами в 1936 году состоял из булыжной мостовой.
Налаживание дружеских отношений с Китаем в 1950-х годах привело к решению строительства трансконтинетальной магистрали Москва — Пекин, что дало автодороге ещё одно название — «Пекинка». Были построены постоянные мосты через крупные реки и северная объездная дорога вокруг Владимира.
К 1962 году участок Горький — Казань имел асфальтобетонное покрытие. Тогда же был возведён мост через Суру из железобетона взамен деревянного. Кроме того пути от посёлка Воротынец до Чебоксар также указывались через переправу Лысая Гора — Васильсурск на севере и через Ядрин — на юге.
В середине 1970-х годов автодорога Москва — Горький — Чебоксары — Казань обозначалась индексом 8, к середине 1980-х — М7.
До строительства автодорожного моста на М7 через Волгу трасса после чувашской Тюрлемы проходила в Татарстане, снова возвращаясь в Чувашию на участке около 9 км, на паромную переправу в посёлке Нижние Вязовые к городу Зеленодольск. Ходили два парома, способные перевозить грузовые автомобили (т. н. «фуры»).
Введённый в эксплуатацию в 1990 году мост у деревни Набережные Моркваши и посёлка Займище близ Казани изменил трассу М7, в Татарстане был сооружён новый участок, проходящий через живописное место на также новом мостовом пересечении с рекой Свиягой у населённого пункта Исаково Зеленодольского района Татарстана.
Паромная переправа у Нижних Вязовых продолжает работать с одним паромом для легковых, грузовых автомобилей и пешеходов. Зимой там организовывается ледовая переправа для легковых автомобилей. Некоторое время на электронных картах, трасса М7 в районе Тюрлемы была указана двумя дорогами: старая через паром в Зеленодольске, и новая на мост через Волгу.
С 1972 года велось строительство дороги на участке Казань — Набережные Челны с вводом моста через Вятку в 1985 году. Проект дороги разрабатывался в ленинградском ГипродорНИИ. До начала 1990-х годов участок трассы Казань — Уфа имел обозначение Р243.
Постановлением Правительства РСФСР от 24.12.1991 № 62 автодорога М7 «Волга» — от Москвы через Владимир, Нижний Новгород, Казань до Уфы, подъезды к городам Владимир, Иваново, Чебоксары, Ижевск и Пермь вошла в Перечень магистральных дорог. C 17 ноября 2010 года вступил в действие новый перечень автомобильных дорог общего пользования федерального значения, утверждённый Постановлением Правительства РФ от 17.11.2010 № 928, который установил для части дорог новые номера и наименования, отличающихся от номеров и наименований, использованных в прежнем перечне. Трасса получила обозначение: М7 «Волга» Москва — Владимир — Нижний Новгород — Казань — Уфа.
Согласно Постановлению Правительства России от 1 ноября 2023 года №1830 «О внесении изменений в постановление Правительства Российской Федерации от 17 ноября 2010 г. №928» участки автодороги М7 за Казанью были переданы в состав других автодорог.

### Основные пересечения с другими дорогами
| Трасса     | Пересечение                          | Информация о трассе                                 |
| ---------- | ------------------------------------ | --------------------------------------------------- |
| А107       | Ногинск (развязка)                   | Кольцо, в Софрино, Электросталь, Подольск           |
| А113       | Богослово (развязка)                 | Кольцо, в Софрино, Гжель, Бронницы                  |
| А108 север | Ожерелки                             | Кольцо, в Сергиев Посад, Дмитров                    |
| Р239 юг    | Малая Дубна                          | Кольцо, в Орехово-Зуево, Ликино-Дулёво, Воскресенск |
| М12        | Петушки                              | В Орехово-Зуево, Покров                             |
| М12        | Колокша                              | В Муром, Казань                                     |
| Р132       | Владимир (северная объездная дорога) | Кольцо, в Суздаль, Иваново, Рязань                  |
| Р158       | Нижний Новгород (южный обход)        | В Арзамас, Саранск, Пензу, Саратов                  |
| Р176       | Чебоксары                            | В Йошкар-Олу, Киров, Сыктывкар                      |
| А151       | Цивильск                             | В Ульяновск, Сызрань                                |
| Р241       | Развязка                             | В Буинск, Ульяновск                                 |
| М12 Р239   | Шали, развязка                       | В Екатеринбург, Ульяновск, М5, Оренбург             |

### Содержание дороги
Организация содержания и ремонта дороги осуществляется:
- Участки на территории Московской, Владимирской, Ивановской, Нижегородской областей и республики Мордовия — ФКУ «Управление автомобильной магистрали Москва — Нижний Новгород Федерального дорожного агентства»;
- Участки в границах республик Чувашия, Татарстан, Марий Эл и Ульяновской области — ФКУ «Федеральное управление автомобильных дорог Волго-Вятского региона Федерального дорожного агентства»;

## Маршрут

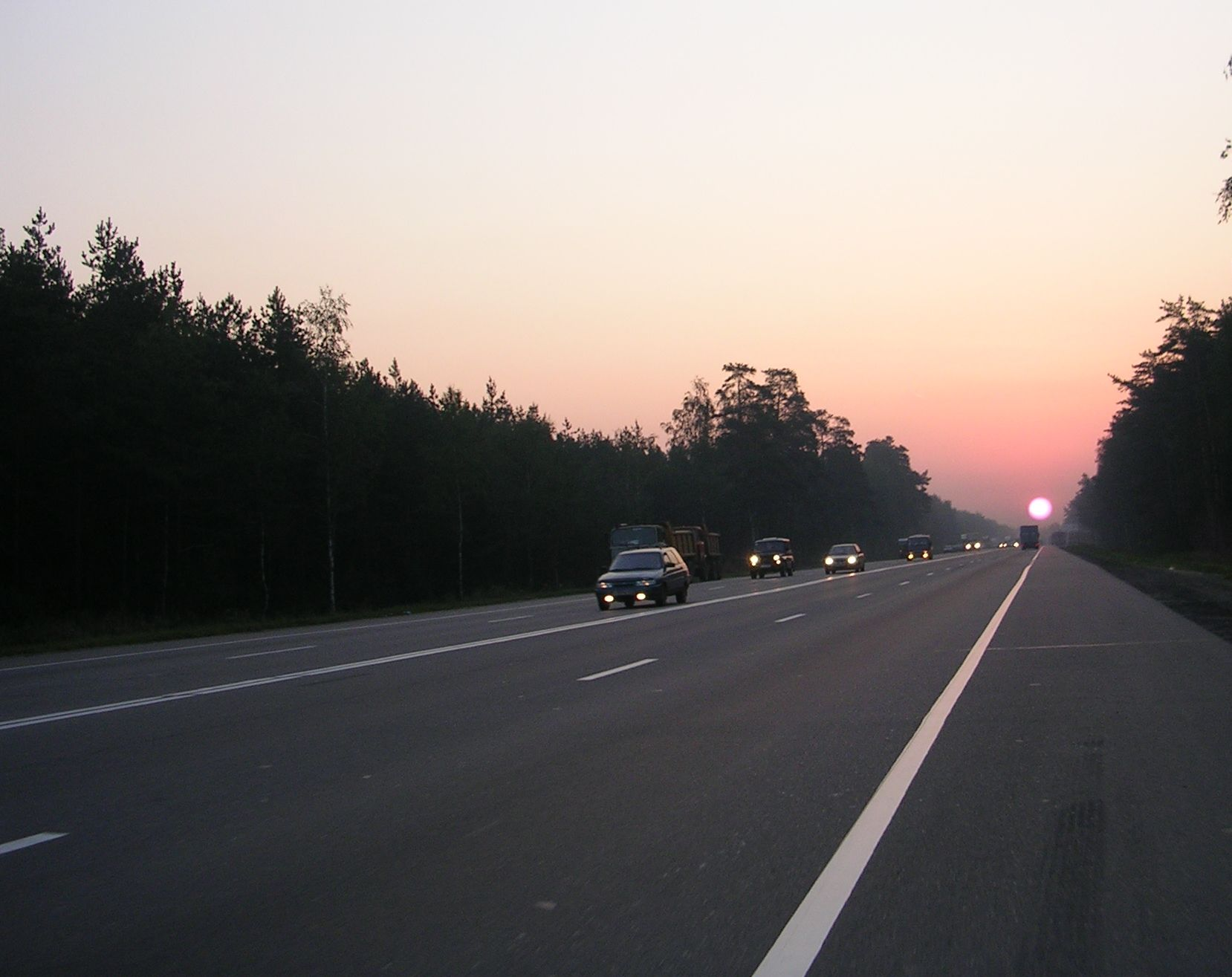
Вид на магистраль около Малой Дубны

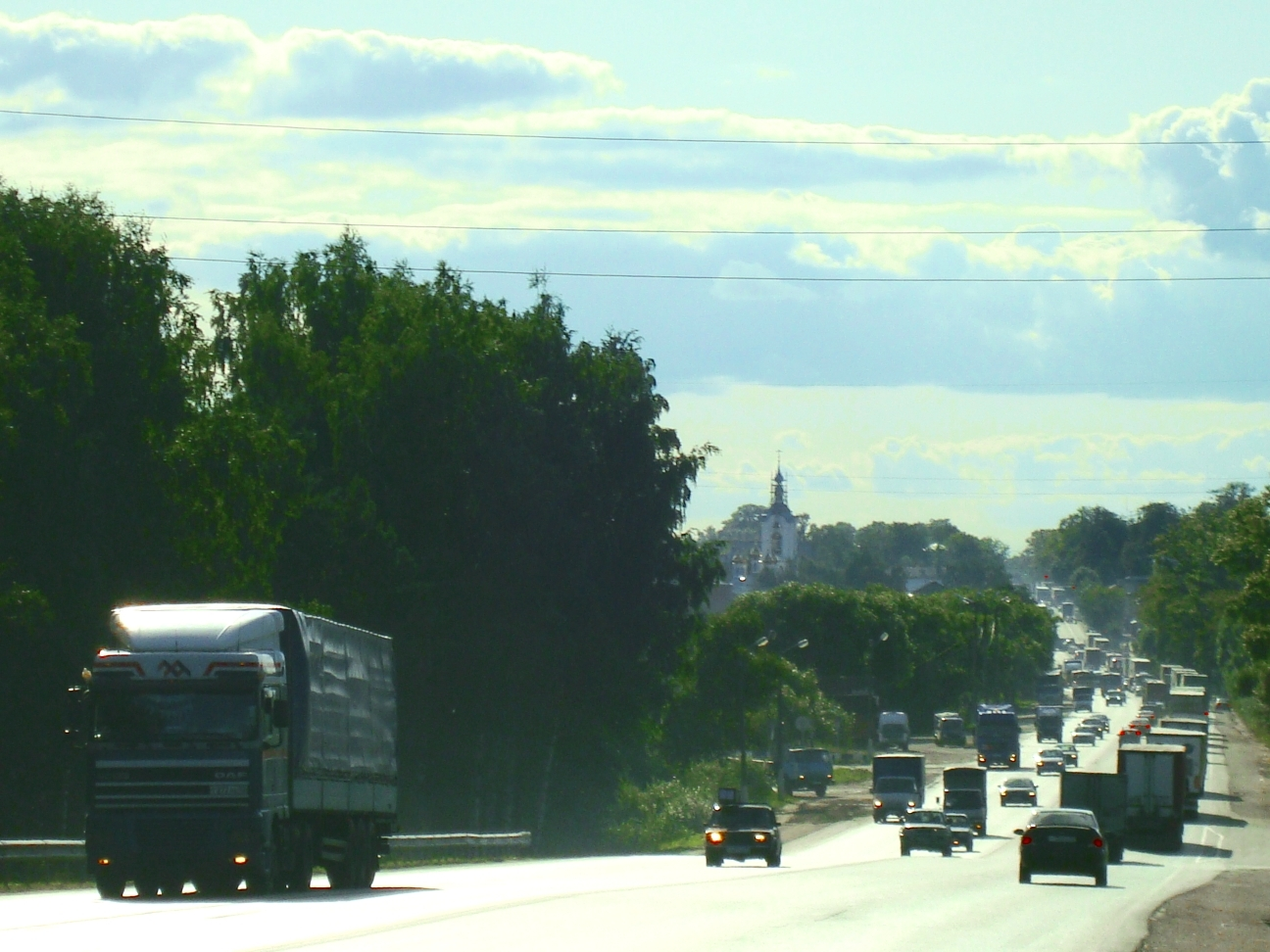
М7 в Покрове

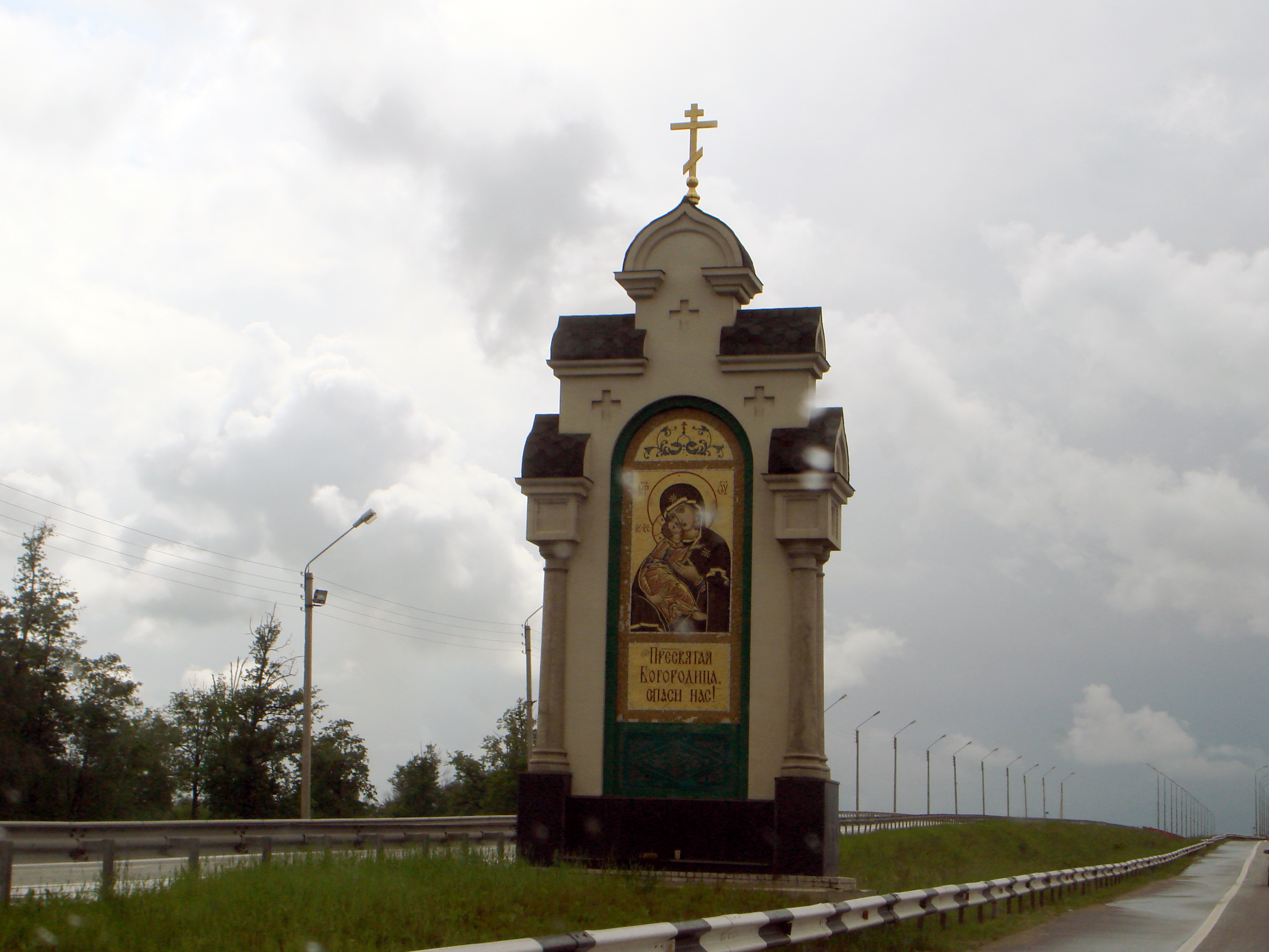
Киот с иконой Богородицы на границе Нижегородской и Владимирской обл.

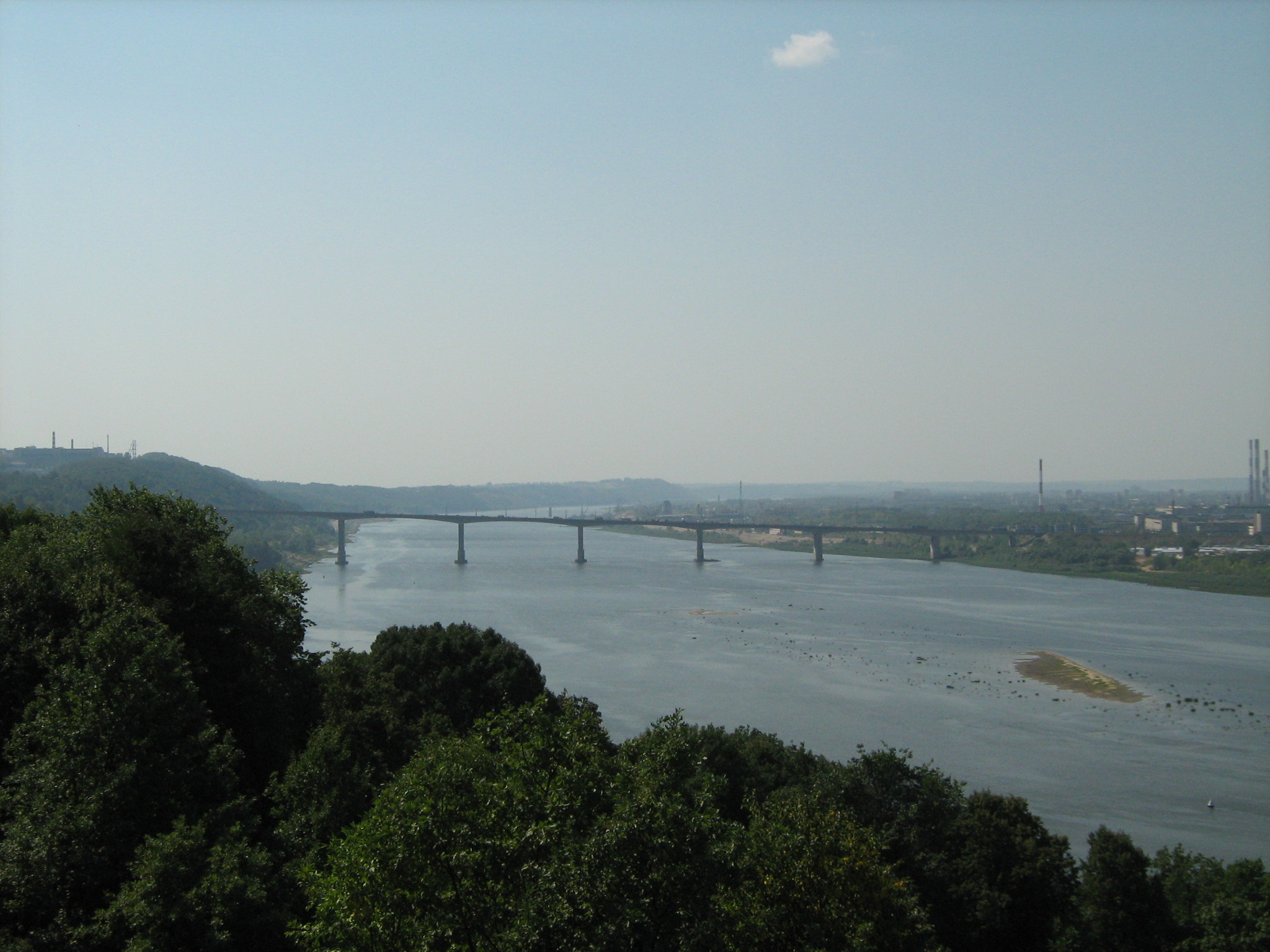
Мызинский мост в Нижнем Новгороде

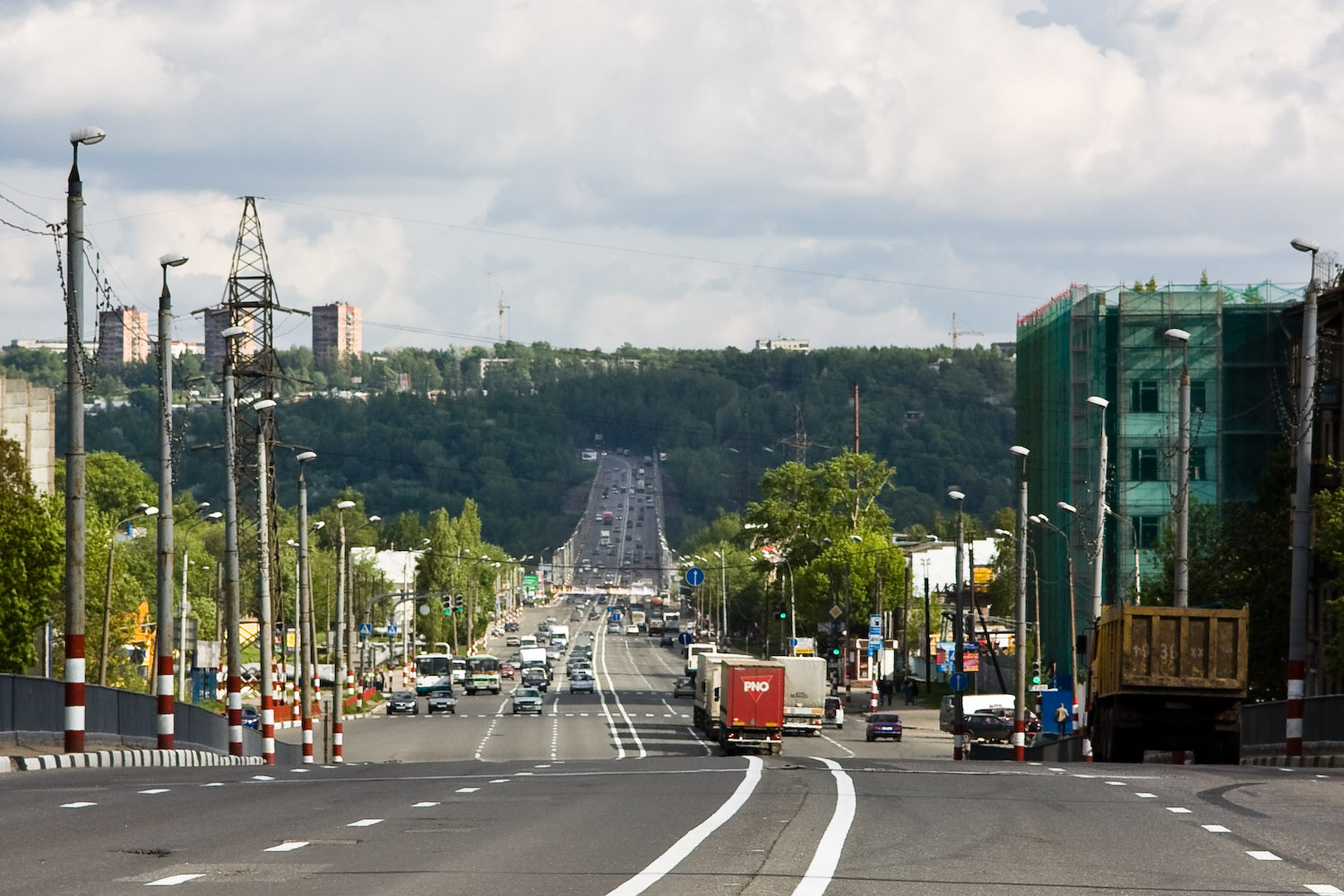
М7 в Нижнем Новгороде

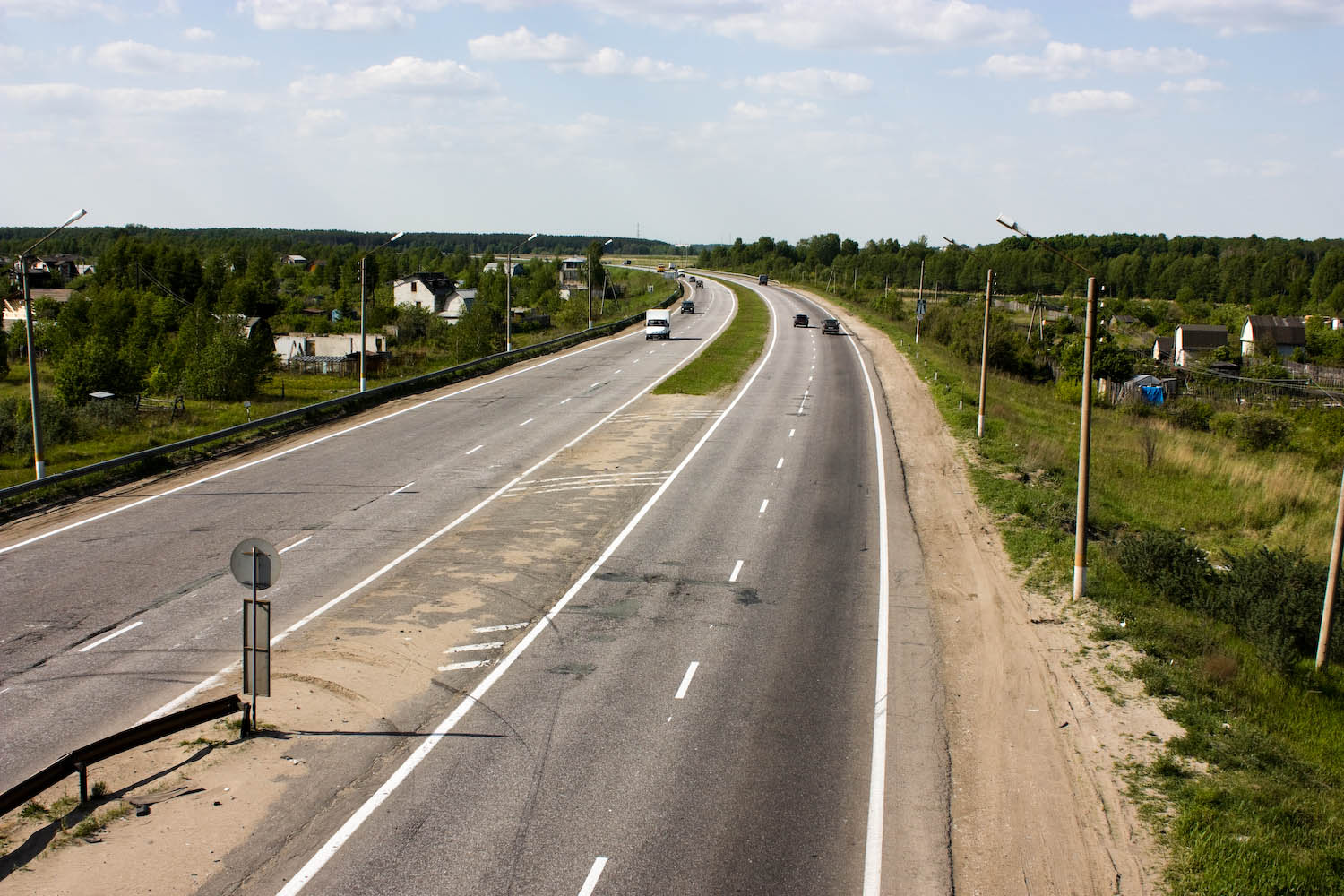
Южный обход Нижнего Новгорода (1-я очередь)

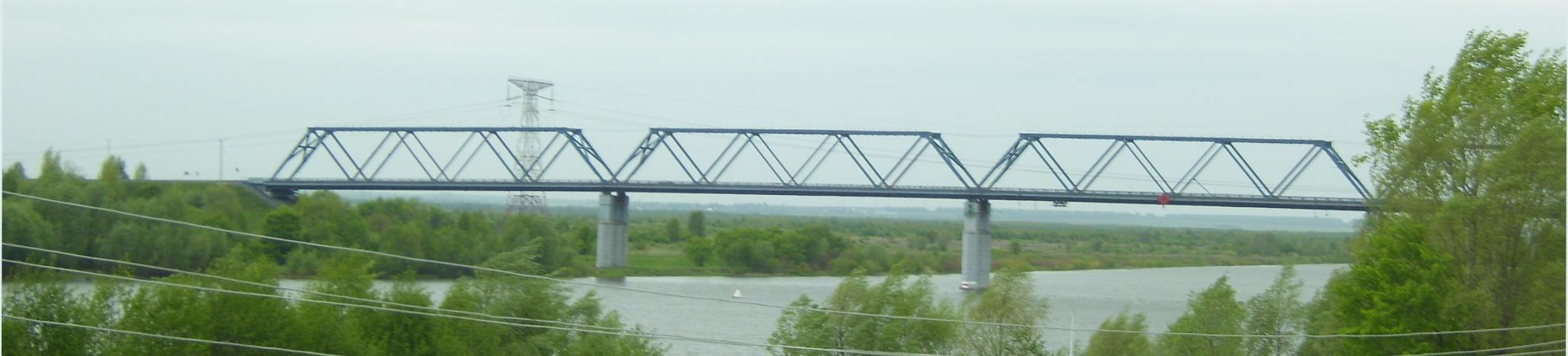
Мост через реку Суру (закрыт с 2020 года)

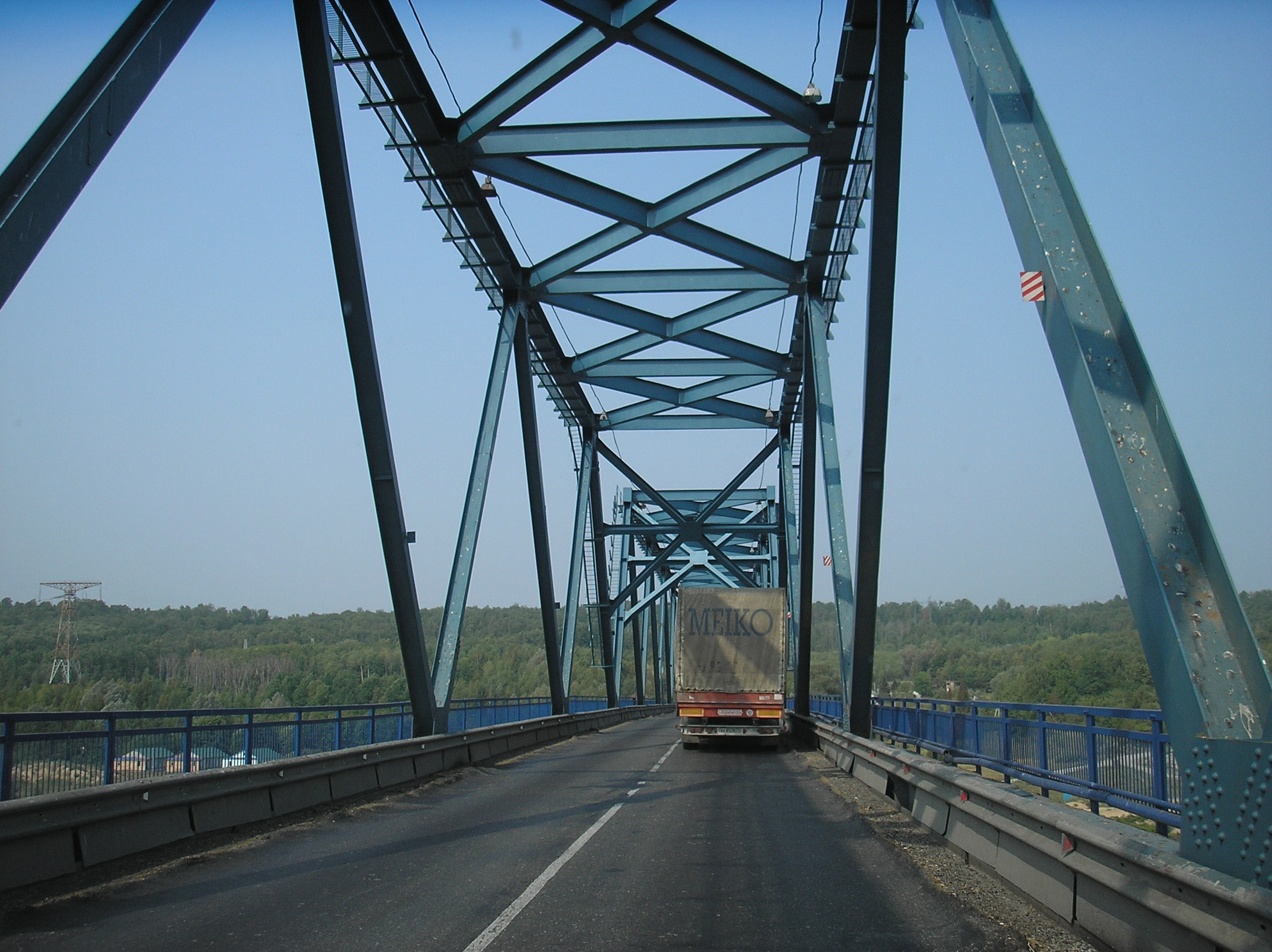
Автомобильный мост через Суру на М7 (закрыт с 2020 года)

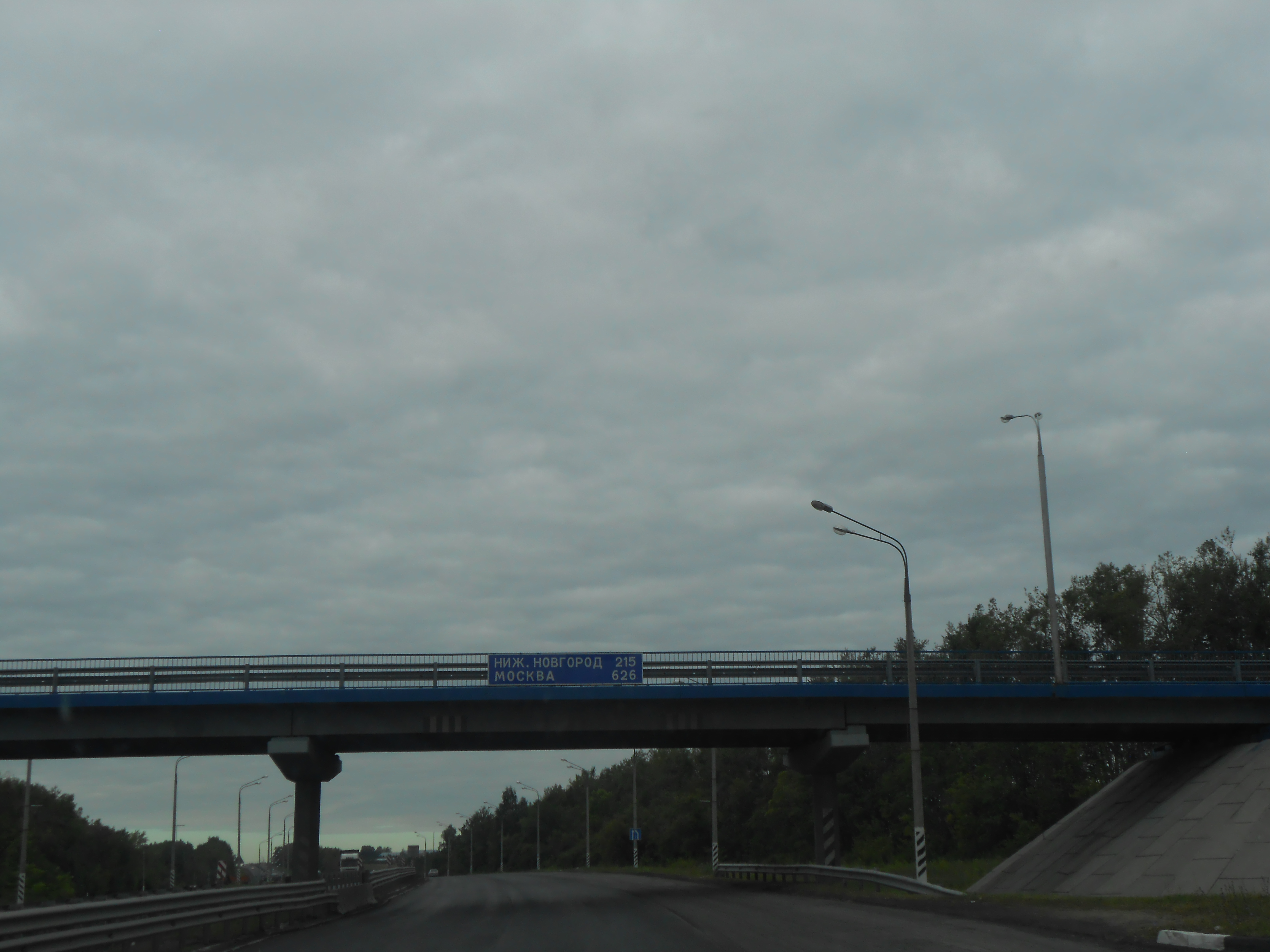
626 км трассы М7 в Моргаушском районе Чувашии

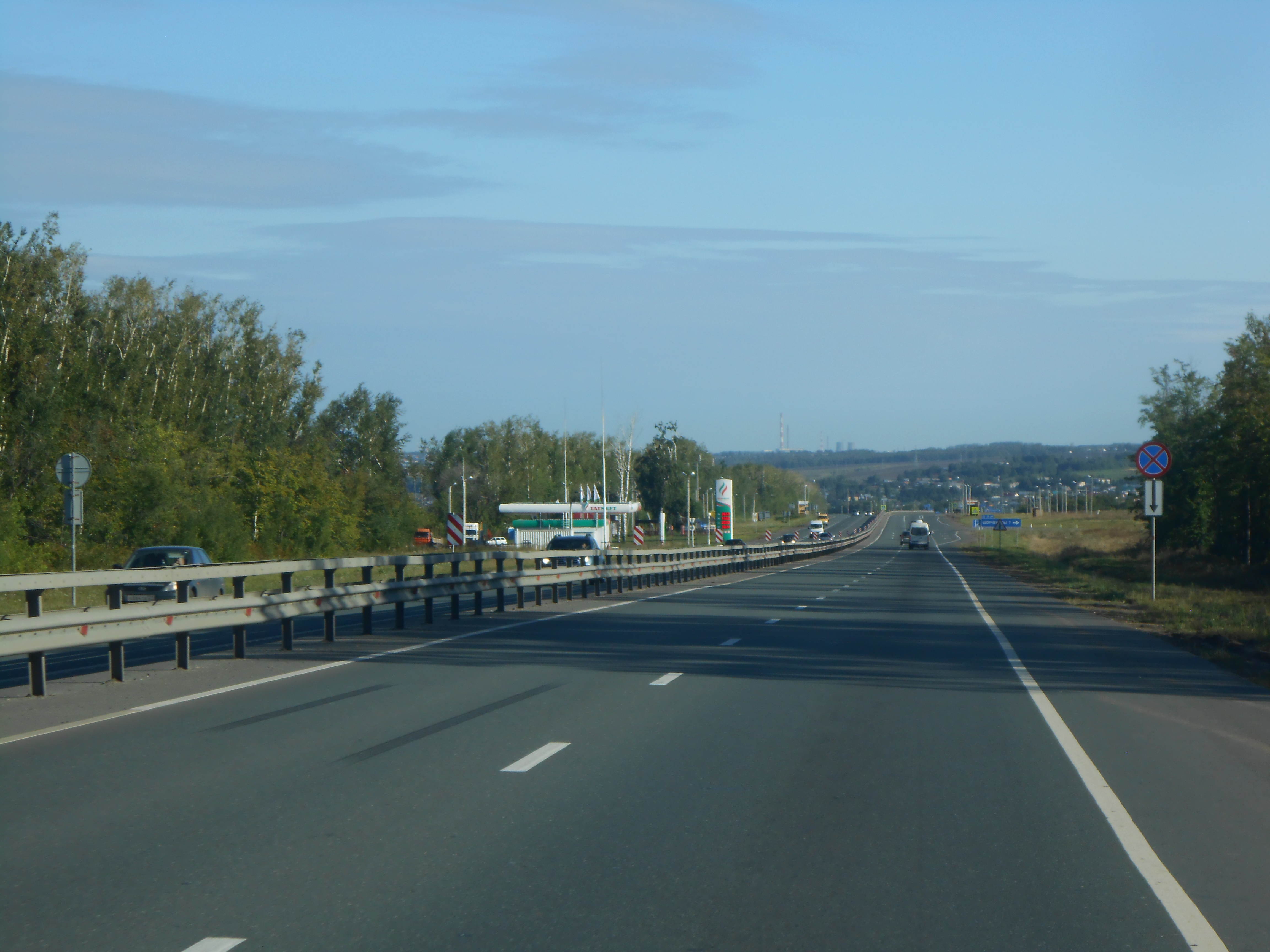
666 км трассы М7 в Чувашии близ деревни Байсубаково

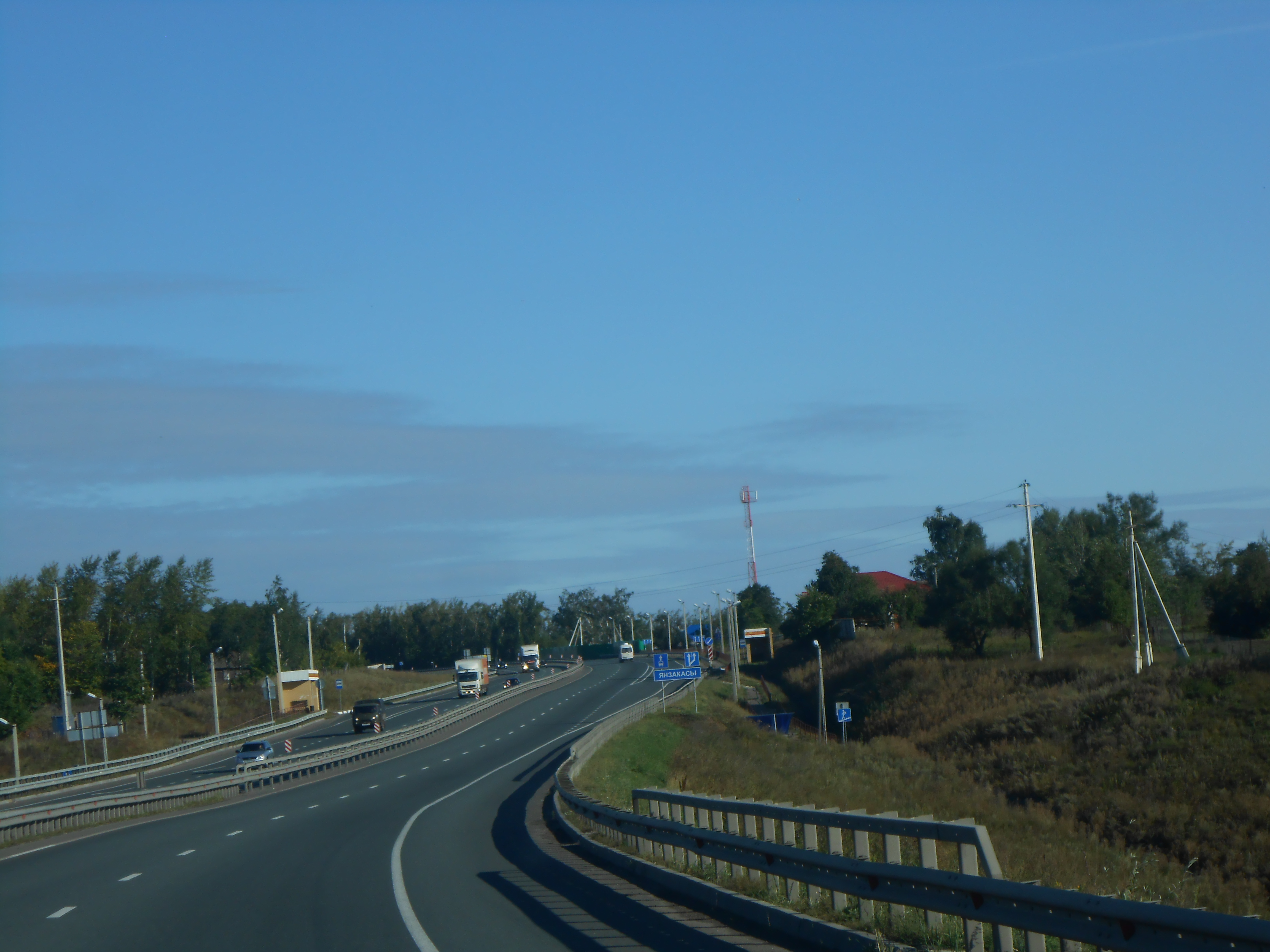
М7 возле деревни Янзакасы в Цивильском районе Чувашии

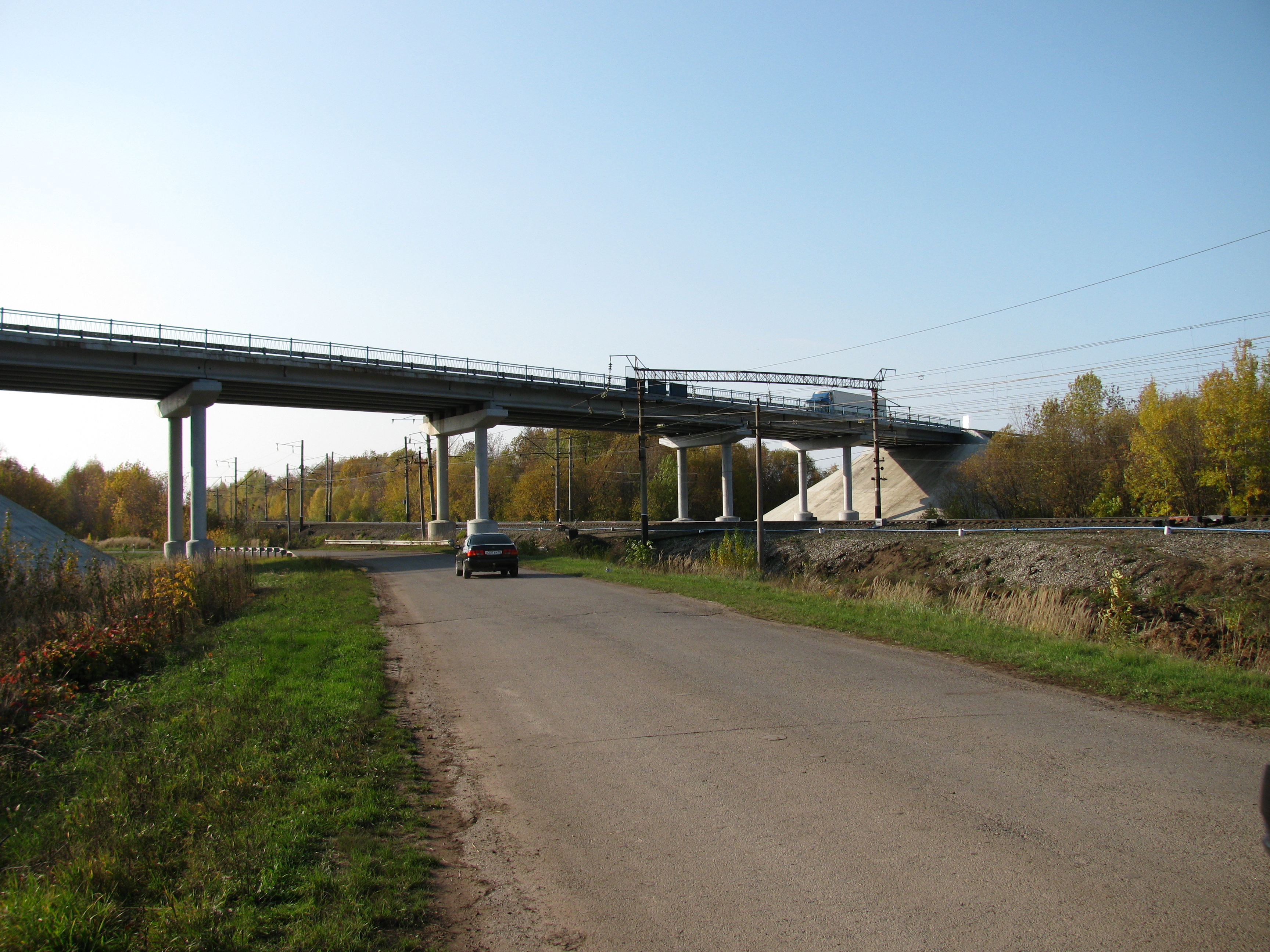
Путепровод М7 через Казанско-Уральский ход Горьковской железной дороги, недалеко от Тюрлемы

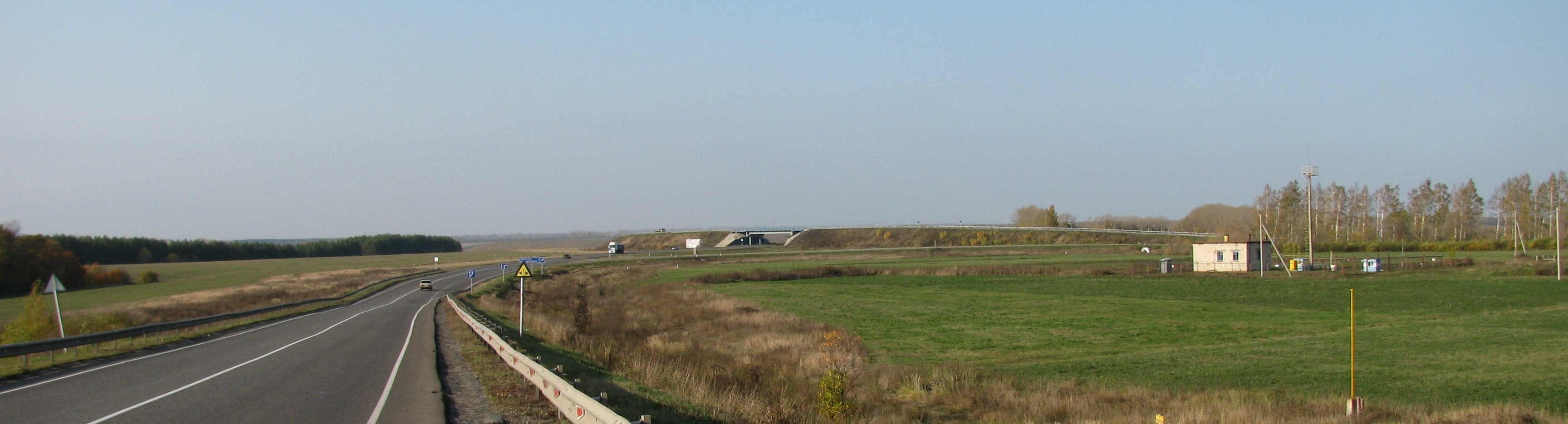
Развязка у Тюрлемы. Направо — в Тюрлему (старая дорога), из-под моста — из Чебоксар в Казань (новая дорога)

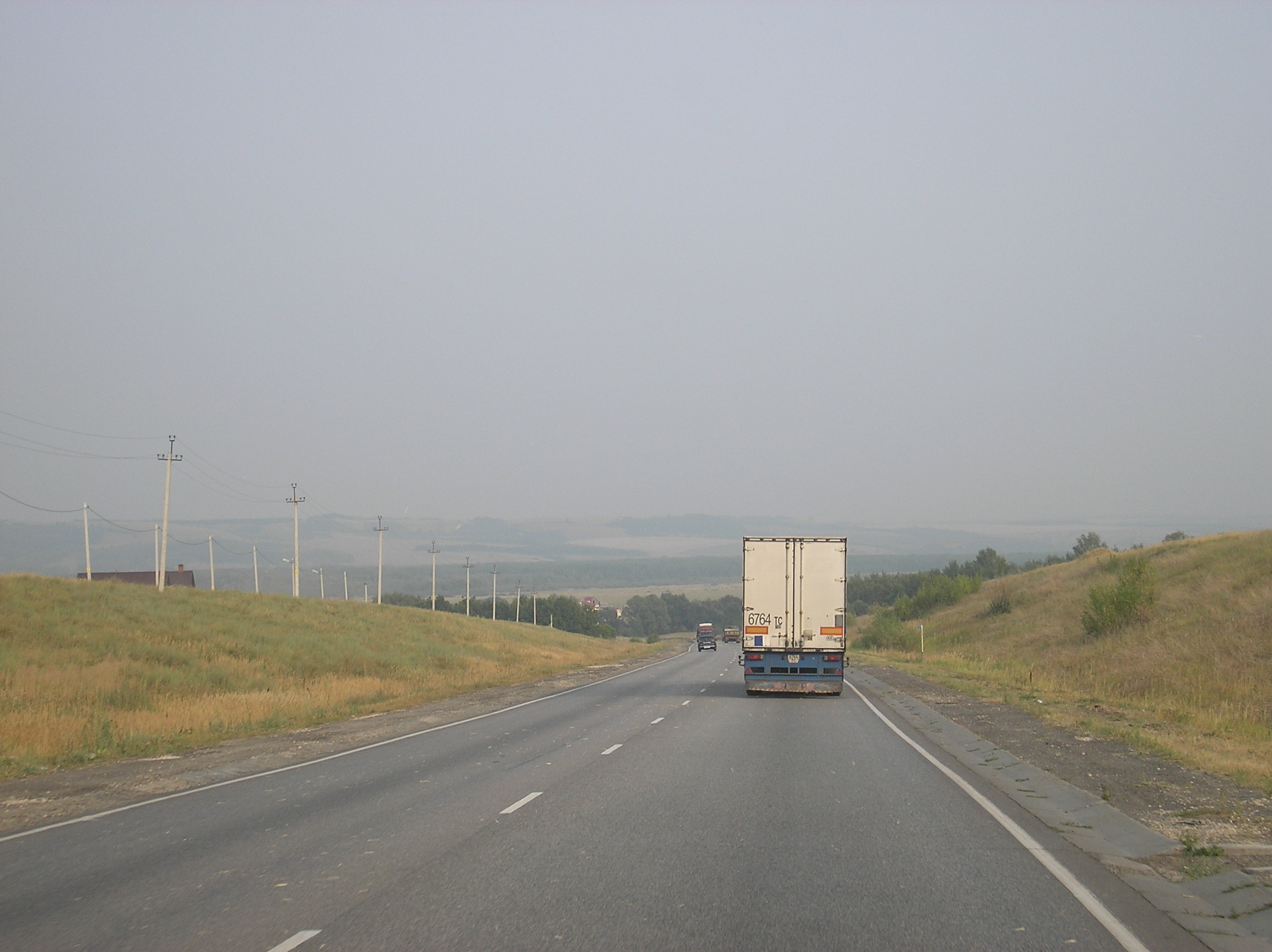
Участок трассы М7 перед Казанью

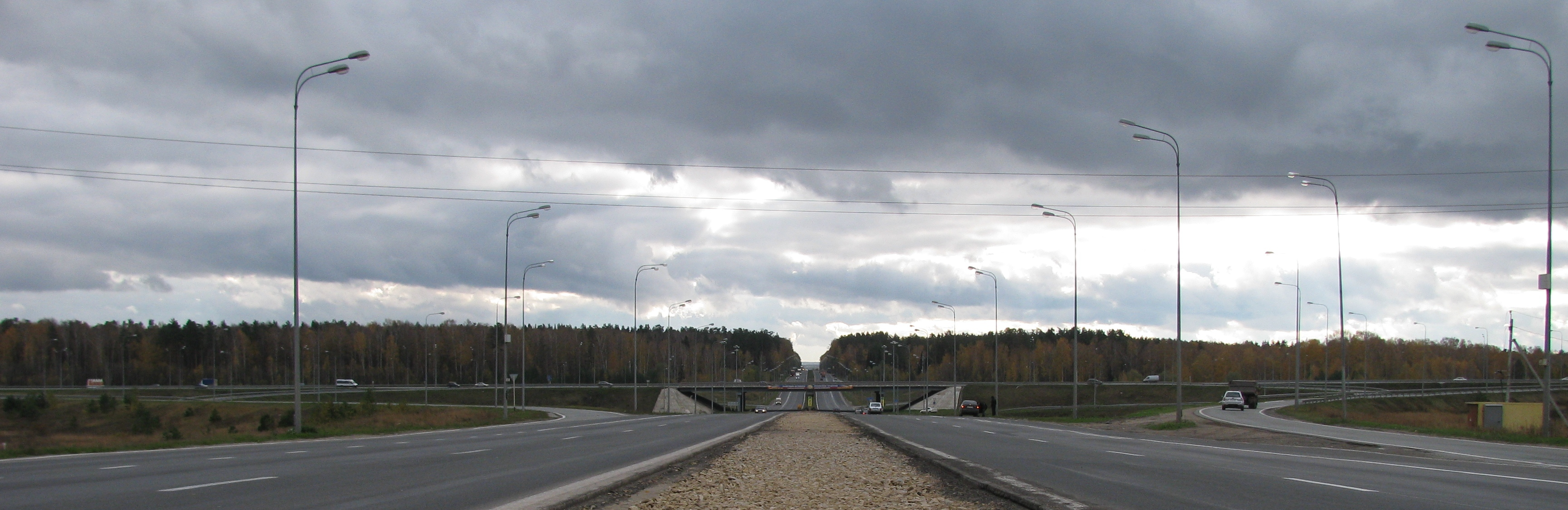
М7 на участке объездной дороги в Казани

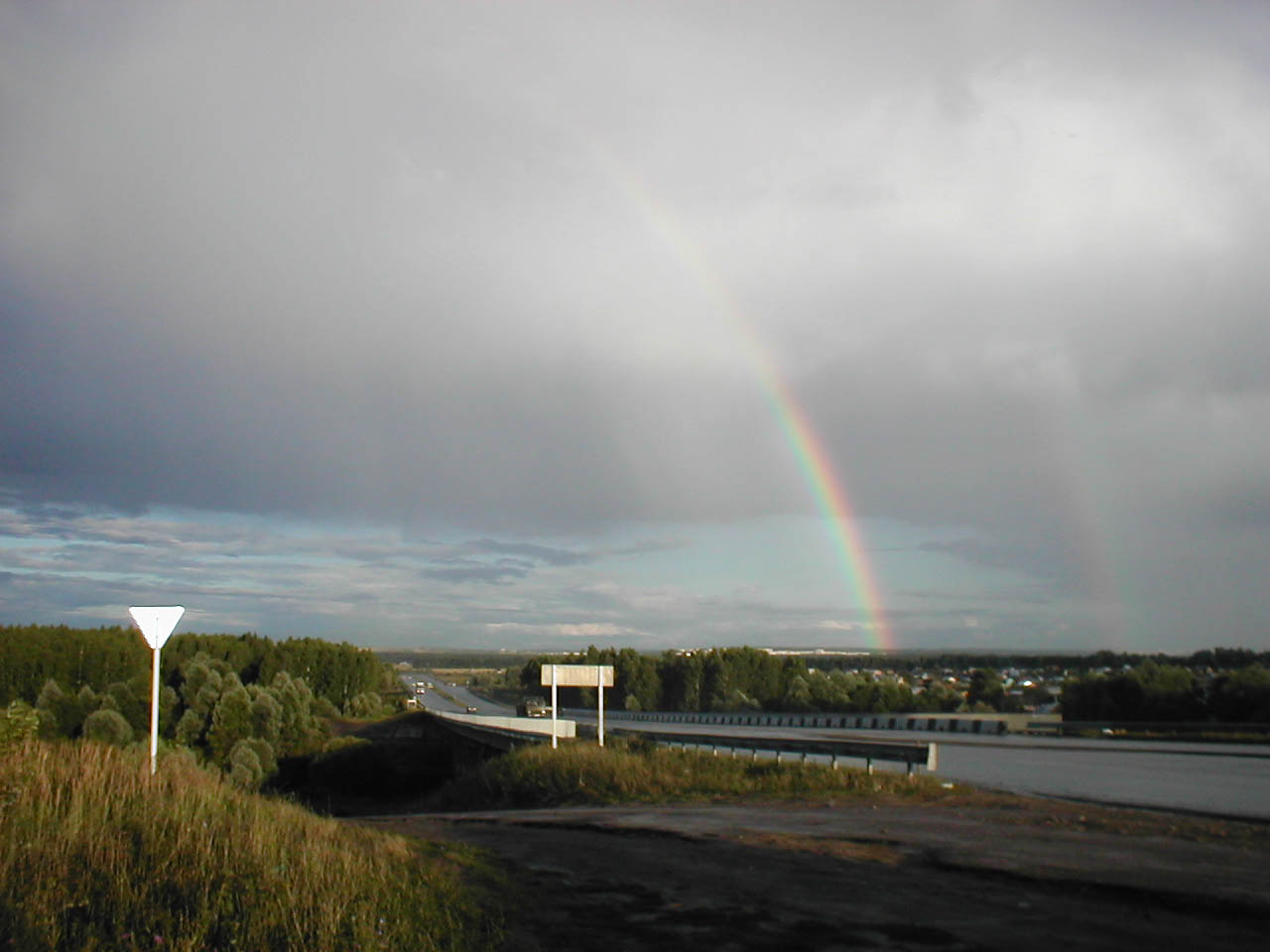
Мост через реку Казанку со съездом к Малому Голубому озеру на участке М7 — Казанской объездной дороге

### Москва
- МКАД;

### Московская область
- Балашиха;
- Мост через реку Горенку (на дорожных знаках река ошибочно указана как река Чернавка);
  -  Усадьба Горенки;
  -  Памятник Ленину. Авторская копия работы скульптора Г. Д. Алексеева «Призывающий вождь». Установлена в 1943 году, Перенесена при реконструкции трассы в 2016 году к Дворцу культуры «Балашиха»;
  -  Мост через реку Пехорку (~40 м);
  -  Усадьба Пехра-Яковлевское;
  -  Памятник павшим в Великой Отечественной войне 1941—1945 гг.;
- Зелёный;
- Новая Купавна;
- Мост через реку Купавинку(~40 м);
- Старая Купавна;
- (1,6 км) Монино;
- Скульптурная композиция «Лоси»;
- Обухово север-Монинское шоссе/юг-Кудиновское шоссе;
- Памятник БМД-1;
- Мост через реку Шаловку (~40 м);
- (1 км) Ельня;
- Радиоцентр;
- Новые Псарьки;
- Ногинск  A107 (Московское малое кольцо) на Электросталь;
- Мост через реку Вассу (~40 м);
- Мост через реку Клязьму (~95 м);
- Богослово;
- Мост через реку Шерну (~70 м);
- Мост через реку Плотню (~45 м);
- Большое Буньково;
- Кузнецы  (6 км) Павловский Посад;
- (1,8 км) Электрогорск;
- Плотава;
- Ожерелки  A108-Север (Московское большое кольцо) на Сергиев Посад;
- Мост через реку Большую Дубну (~50 м);
- Малая Дубна  A108-Юг на Орехово-Зуево;
  -  Памятник БРДМ;
  -  Мост через реку Малую Дубну (~55 м);
- на Усад (Городищи);

### Владимирская область
- Мост через реку Киржач;
- Киржач;
- Покров  Киржач;
  -  Мост через реку Шитку (~45 м);
- Мост через реку Вольгу (~50 м);
- на Вольгинский;
- Новые Омутищи;
- Новое Аннино;
- Петушки;
- Мост через реку Большую Липню (~55 м) в деревне Липна  Костерёво;
- Пекша;
- Мост через реку Пекшу (~100 м);
- Болдино;
- Лакинск Собинка;
- Ворша;
- Р75 на Кольчугино;
- Мост через реку Колокшу (~115 м);
- Южная объездная дорога города Владимира;
- Владимир;
  -   Аэродром Семязино;
  -  Объездная дорога;
    -  Р74 на Юрьев-Польский, Переславль-Залесский;
    -  Мост через реку Рпень (~60 м);
    -  на Суздаль, Иваново;

  -  Сунгирь;
- Боголюбово;
  -  Боголюбский монастырь;
- Мост через реку Нерль (~120 м);
- Лемешки;
- Новая Быковка;
- Камешково;
- Дворики;
- (700 м)
- Мост через реку Клязьму (~360 м);
- Пенкино;
- Южная объездная дорога Владимира;
- Сенинские Дворики  Р71 Ковров, Шуя, Вичуга, Кинешма;
- Павловское;
- Симонцево;
- Чудиново;
- Вязники  Объездная дорога;
- Р76 на Муром;
- Гороховец;
  -   Сретенский монастырь;
  -  Дом судовладельца и заводчика М. И. Шорина;
- Мост через реку Клязьму (~320 м);

### Нижегородская область
- Памятный знак Пресвятая Богородица[11];
- Золино;
- (4,5 км) Володарск;
- Пыра;
- (4,3 км) Дзержинск, Желнино;
- Аэропорт Стригино;
- на Дзержинск
- Южный обход Нижнего Новгорода
- на Дзержинск
- Стригинский мост через реку Оку (950 м);
- на Богородск, Павлово
- Р158 на Нижний Новгород (налево), Арзамас, Саранск, Пензу, Саратов (направо);
- на Шелокшу, Дальнее Константиново
- на Большое Мокрое
- Кстово (прямо)
- Мост через реку Кудьму (~85 м);
- Мост через реку Шаву (~60 м);
- Запрудное;
- Работки;
- Мост через реку Алферовку (~65 м);
- Р162 на Княгинино, Сергач;
- Мост через реку Китмар (~30 м);
- Нива;
- Мост через реку Сундовик (~100 м);
- Лысково
- Мост через реку Валаву (~90 м) у д. Неверово;
- Львово;
- Мост через реку Гремячку (~200 м);
- Воротынец;
- Мост через реку Семьянку (~70 м) у с. Семьяны;
- Мост через реку Белавку (~50 м) у с. Белавка;

### Чувашская Республика
- Мост через реку Суру (~370 м) и новый мост 575 метров ниже по течению. Сдан в эксплуатацию в 2012 году;
- Малые Тюмерли;
- Мост через реку Юнгу (~40 м);
- Р231 на Шумерля, Алатырь;
- Москакасы на Моргауши, Козьмодемьянск;
- Калмыково;
- Калайкасы;
- Чебоксары-Запад  Объездная дорога;
  - Яуши;
  -  на Вурнары;
  -  ул. Богдана Хмельницкого, на Чебоксары-Залив, у дер. Большие Карачуры;
  -  Вурнарское шоссе, на Чебоксары-Центр, у пос. Новые Лапсары;
  -  Канашское шоссе, на Чебоксары-Восток;
- Кугеси;
- Мост через реку Тожанарку (~33 м);
- Мост через реку Большой Цивиль (~110 м);
- Цивильск  А151 на Канаш, Ульяновск, Сызрань;
  -  Тихвинский монастырь;
- Мост через реку Малый Цивиль (~70 м);
- Р174 на Мариинский Посад;
- Чиричкасы;
- Андреево-Базары;
- Мост через реку Средний Аниш (~265 м);
- Емёткино;
- Мост через реку Белую Воложку (~50 м);
- на Козловку;
- Тюрлема  (21 км)  Карстовые озера Собакинские Ямы;

### Республика Татарстан
- на Нижние Вязовые у пос. Большое Ходяшево;
- Исаково;
- Мост через реку Свиягу (~390 м);
- Место отдыха на берегу разлива и устья Свияги и Волги;
- Гаврилково;
- Мост через реку Сулица (~72 м);
- Горнолыжный комплекс «Казань»;
- Р241 на Буинск, Ульяновск;
- Набережные Моркваши;
- Займищенский мост через реку Волгу (Идель) (~4,2 км);
- Казань  Объездная дорога города Казани;
  - посёлок Займище;
  -  Залесная улица на Казань-Запад;
  -  Песочная улица на Казань-Север;
  -  Советская улица на Казань-Север у пос. Щербаково;
  -  Мост через реку Казанку (~60 м)  Голубые озёра (Татарстан);
  -  Улица Мира на Казань-Центр;
  -  Р242 на Краснокамск, Пермь;
  -  Мамадышский тракт на Казань-Восток;
- Шали;
  -  М12 Р239 перемычка длиной 39 км до Сорочьих гор

## Маршрут следования
Трасса М7 начинается на пересечении МКАД и шоссе Энтузиастов далее проходит по территории Московской области, далее проходит к северу от Реутова и проходит через Балашиху. До пересечения с А107 представляет современную трассу с развязками, разделительными полосами и 3-4 полосами движения в каждую сторону. Далее трасса обходит по южной окраине Ногинска и сужается до двух полос в каждую сторону и пересекает А108.
Далее трасса идёт по территории Владимирской области, проходит через Покров, Петушки и Лакинск, затем обходит Владимир с южной стороны, далее обходит Вязники и проходит через Гороховец.
Затем трасса идёт по территории Нижегородской области, проходит по окраине Дзержинска, после которого обходит Нижний Новгород с юга (там же от неё ответвеляется трасса Р158), далее обходит Кстово, затем идёт на восток, обходит Лысково и Воротынец.
После Нижегородской области автомагистраль идёт по территории Чувашии, пересекает реку Суру через несколько километров после границы с Нижегородской область, затем обходит Чебоксары и после обхода Чебоксар от неё ответвеляется трасса Р176, далее проходит через Цивильск, где от неё ответвляется трасса А151.
Продолжаясь на восток, М7 идёт по территории Татарстана, проходит возле устья Свияги, затем пересекает реку Волгу, далее обходит Казань с севера и продолжается далее на восток до Шали, где ответвляется трасса Р239. Дальнейшие участки автодороги в сторону Башкортостана переданы в состав автодороги М12.